# Хахберг-Заузенберг
Маркграфството Хахберг-Заузенберг (на немски: Markgrafschaft Hachberg-Sausenberg) съществува като самостоятелна територия в Свещената Римска империя от 1306 до 1503 г.

## Създаване
Маркграфството се създава през 1306 г. чрез отделяне от Маркграфство Баден-Хахберг.
Хайнрих III и брат му Рудолф I разделят наследството на баща си маркграф Хайнрих II. Владетелите на маркграфството са от род Дом Баден, който произлиза от благородническия род Церинги.
Територията му обхваща: Ландграфство Заузенберг (от 1306), Господство Рьотел (от 1315), Господство Баденвайлер (от 1444). През 1503 г. Маркграфството Хахберг-Заузенберг отива към Маркграфство Баден.

## Маркграфове
- Рудолф I (1306 – 1312)
- Хайнрих (1312 – 1318)
- Рудолф II (1318 – 1352)
- Рудолф III (1352 – 1428)
- Вилхелм (1428 – 1441)
- Рудолф IV (1441 – 1487)
- Филип (1487 – 1503)